# البدائع والطرائف
البدائع والطرائف كتاب فيه مجموعة من مقالات وروايات من تأليف الأديب والشاعر اللبناني جبران خليل جبران تتحدث عن مواضيع عديدة. نشر في مصر عام 1923.

## المحتوى
يحتوي الكتاب على بعض المقالات الاجتماعية مثل ((العهد الجديد)) و ((الاستقلال والطرابيش))و ((لكم لبنانكم ولي لبناني)) ومقالات في أعلام الفكر العربي مثل ((ابن سينا وقصيدته)) 
((جرجي زيدان))((ابن الفارض)). وفي ((مستقبل اللغة العربية))آراء جبران في اللغة. ولكن معظم محتويات الكتاب ذات مضمون صوفي، كمقالاته وقصائده النثرية ((نفسي مثقلة بثمارها))((وعظتني نفسي)) ((الأرض))((البحر الأعظم))، ولا سيما مسرحيته ((إرم ذات العماد)). كذلك يغلب المنهج الصوفي على القصائد الأربع عشر التي في آخر الكتاب. في هذه المقالات والقصائد يكرر جبران إيمانه بوحدة الوجود وبسمو الروح وتوقها أو تعطشها الدائم للتحرر من قيود الجسد التي تكبلها، لتعود إلى مصدر وجودها. إلا أن ذلك لا يتم في مرحلة الحياة المحدودة

## مقالات الكتاب
مقالات الكتاب اجتماعية نقدية. ففي مقالة ((لكم لبنانكم ولي لبناني)) ينقم جبران على أصحاب النفوذ والمطامع السياسية والمادية، ويهاجم ظلمهم ووعودهم الكاذبة، وخضوعهم للأجنبي. ويؤكد حبه لوطنه. وتظهر وطنيته وشعوره القومي في ((مستقبل اللغة العربية)) حيث يتمسك باللغة التي تجسد روح الأمة. وفي ((العهد الجديد)) ينقم نقمة عارمة على التمسك بالقديم وتقليده ويعتبره سبب جمود وتخلف
وفي هذه المقالة يطالب الشرقيين باختيار ما يناسبهم من حضارة الغرب
من مقالاته المهمة: «الأرض»، «القشور واللباب» الذي يتحدث به جبران عن رأيه في الفن، «وعظتني نفسي» كما يتضمن الرواية المهمة «ارم ذات العماد».